# هالي بوتر
هالي بوتر (بالإنجليزية: Haleigh Poutre)‏ (من مواليد: 24 نوفمبر 1994)، امرأة أمريكية أصبحت موضوع جدال قانوني بشأن إزالة حفظ الحياة للمرضى في الحالات النباتية المستديمة. في عام 2006، استيقظت بوتر من غيبوبة قبل فترة وجيزة من إزالتها من دعم الحياة، فكانت تبلغ من العمر 11 عام. أصيبت بوتر بإصابات شديدة في الدماغ يحتمل أنها تكون ناتجة عن سوء معاملة والدتها بالتبني. أحدثت القضية العديد من التغييرات في إدارة الخدمات الاجتماعية في ولاية ماساتشوستس، سواء في طريقة تعاملها مع تقارير إساءة معاملة الأطفال أو سياساتها الخاصة برعاية الأطفال في نهاية حياتهم.

## خلفية
ذهبت هالي بوتر للعيش مع خالتها الأم، هولي ستريكلاند، وزوجها جيسون، وهي في سن الرابعة، إثر مزاعم بالاعتداء الجنسي على يد صديق والدتها. في عام 2001، تبنت هولي ستريكلاند بوتر. عندما سئل جيسون زوج ستريكلاند عن سبب عدم تبني هالي قانونا، أجاب «بصراحة، لم أشعر أنني بحاجه إلى ورقة لأقول إنني والدها».

## الإصابة
في 11 سبتمبر 2005، تم نقل هالي إلى غرفة الطوارئ في مستشفى نوبل في ويستفيلد، ماساتشوستس، بواسطة هولي وجيسون ستريكلاند. أبلغوا الطاقم الطبي أنها أصبحت غير مستجيبة بعد معاناتها من «أعراض تشبه أعراض الأنفلونزا». قرر الأطباء أن جذع دماغها قد انكسر جزئياً، وتركها في حالة نباتية. لاحظ الأطباء أيضًا عددًا من الإصابات الأخرى بما في ذلك الأسنان المكسورة والعديد من الكدمات والجروح على جسم هالي وعدة حروق في مختلف مراحل الشفاء.
في 20 سبتمبر 2005، تم القبض على ستريكلاند ووجهت إليهم اتهامات بالاعتداء والضرب. بعد يومين بينما كانت في الخارج تم إطلاق النار عليها حتي الموت. تعتقد الشرطة أن وفاتها في 22 سبتمبر 2005، كانت عملية انتحار على يد جدتها، كونستانس يونغ..

## نهاية مناقشة الحياة
بعد الاتهامات الجنائية، تولت إدارة الخدمات الاجتماعية رعاية بوتر البالغة من العمر 11 عام. بعد ثماني أيام من نقلها إلي المستشفى، سعي هاري سبسن، مفوض إدارة الخدمات الاجتماعية في ماساتشوستس، إلي إبعادها من الدعم الحياتي. أكد الأطباء المشاركين في القضية أن بوتر كانت في حالة نباتية و «ميته فعليًا في المخ». في 5 أكتوبر 2005، وافق القاضي علي طلب هاري سبسن. استأنف جيسون ستريكلاند، زوج أم بوتر القرار. على الرغم من أن جيسون ستريكلاند لم يعتمد قانونًا من قبل على بوتر، فقد أكد على حقه في اتخاذ القرار بصفته الوالد الفعلي.
كانت القضية الجنائية ضد جيسون ستريكلاند. في حالة وفاة بوتر، يمكن للدولة توجيه تهم القتل ضد ستريكلاند. لكن إذا ظلت بوتر علي قيد الحياة، حتي في حالة نباتية، فإن التهم التي تتوجه إلي ستريكلاند ستكون أقل حده بكثير. رأى الكثيرون أن تصرفات ستريكلاند كانت محاولة للتهرب من تهم القتل.
في 17 يناير 2006، حكمت المحكمة القضائية العليا في ماساتشوستس لصالح إدارة الخدمات الاجتماعية بأنه يمكن إزالة الدعم مدى الحياة من علي بوتر. في 18 يناير 2006، أشارت والدة بوتر البيولوجية إلى أن بوتر كانت تستجيب لها. بينما كان الأطباء يستعدون لإزالة دعم الحياة، استعادت بوتر وعيها. بحضور هاري سبنس، طلب الأخصائيون الاجتماعيون من بوتر تحديد سلسلة من العناصر أمامهم وأتمت المهمة بنجاح. تم إلغاء طلب إزالة حق الحياة. يشارك عدد من مجموعات الحق في قضية بوتر. وأشاروا إلى أوجه الشبه بين هذه القضية وقضية تيري شيافو البارزة التي انتهت بوفاتها في وقت سابق من ذلك العام. قامت عائلة شيافو، التي تدير مركز تيري شندلر شيافو لمؤسسة أخلاقيات الرعاية الصحية، بميت رومني لتتعرف علي أحداث قضية بوتر. قال والد شيافو بوب شندلر الأب، أن هناك العديد من الحالات المماثلة وهدف المؤسسة هو «في الأساس حماية هذا الاندفاع نحو الحكم».

## التغييرات في السياسة ردا علي القضية
واجهت دائرة الخدمات الاجتماعية انتقادات شديدة لدورها في القضية. في 14 يونيو 2006، قررت لجنة الرقابة التشريعية أن دائرة الخدمات الاجتماعية كانت مخطئة لفشلها في حماية بوتر. أقر مسؤولو إدارة الخدمات الاجتماعية أنهم لم يدركوا علامات سوء المعاملة قبل نقلها إلى المستشفى في سبتمبر. بين عامي 2001 و 2005، تلقي فريق دائرة الخدمات الاجتماعية ما لا يقل عن اثني عشر تقريراً عن سوء معاملة أو إهمال بوتر. وكان الفريق يعمل مع عائلة ستريكلاند منذ عام 1998. أوصى الفريق بعدد من التغييرات، بما في ذلك إنشاء مكتب تدقيق لمراجعة الحالات، وزيادة المتطلبات التعليمية للأخصائيين الاجتماعيين، وتجديد أنظمة الإبلاغ عن سوء المعاملة.
في مارس 2006، قام الحاكم ميت رومني بتعيين لجنة من المتخصصين لتقييم القضية. وقالوا «حالة بوتر تبرز التقاء مخيف لنظام الرعاية الصحية يجهل سوء المعاملة ويجهل نظام حماية الطفل بالطب». كما قالت اللجنة أيضًا أن الإجراءات الحالية لإدارة الخدمات الاجتماعية «غير كافية إلى حد كبير» في قدرتهم على اتخاذ القرارات المتعلقة بسحب الدعم الحياتي من الأطفال المحتجزين لديهم. تضمنت التوصيات عددًا من التغييرات، بما في ذلك زيادة فرص الحصول على الخبرة الطبية، وإساءة معاملة الأطفال، وإنشاء نظام جديد لاتخاذ قرارات نهاية العمر.
في 8 يوليو 2008، وقع الحاكم ديفال باتريك قانونًا جديدًا لإصلاح نظام رعاية الطفل في ماساتشوستس. تتضمن التغييرات أن تخضع القضية لمراجعة خاصة من قبل مجلس الدولة إذا تلقت إدارة الخدمات الاجتماعية ثلاثة أو أكثر من التقارير عن سوء معاملة الأطفال. ثم يتم تقييم نتائج هذا الاستعراض من قبل المدعين العامين والشرطة في المنطقة. كما تم إنشاء منصب محامي جديد للطفل. هذا المحامي يقدم تقاريره مباشرة إلى المحافظ فيما يتعلق بإساءة معاملة الأطفال أو إهمالهم في الولاية. يتضمن القانون الجديد أيضًا عقوبات متزايدة لعدم الإبلاغ عن إساءة معاملة الأطفال. كما تم تنفيذ سجل جديد لتتبع أولياء الأمور. تم إجراء هذه التغييرات إلى حد كبير استجابة لقضية بوتر.

## القضية
في عام 2008، حوكم جيسون ستريكلاند علي الاعتداء، واعترف بأنه لاحظ إصابات بوتر، لكنه ادعي أنه كان يعتقد أن إصابات بوتر كانت ذاتية. كما صدقت دائرة الخدمات الاجتماعية على القصة وكانت السبب في عدم إخراجها من المنزل على الرغم من التقارير العديدة التي قدمتها للوكالة.
أثناء المداولات، تساءل المحلفون عما إذا كان يجب على جيسون ستريكلاند أن يكون حاضراً وقت الاعتداء حتى يتمكنوا من إعادة الحكم. قال القاضي كارهارت بأن ليس من الضروري أن يكون حاضرًا، لكن عليهم أن يصدقوا أن «الشخص العادي» كان سيدرك أن ترك بوتر في رعاية هولي ستريكلاند يمثل خطرًا جسيمًا من الأذى الجسدي. أدين ستريكلاند بموجب هذه الفرضية. في وقت آخر من المحاكمة، شهدت إحدى صديقات هولي ستريكلاند أنها شاهدت هولي وهي تدفع بوتر إلى أسفل الدرج ثلاث مرات متتالية كعقوبة، وفي كل مرة تصرخ عليها للمشي مرة أخرى قبل دفعها إلى الأسفل مرة أخرى. لم يعتقد المحلفون أن جيسون ستريكلاند كان حاضراً في الهجوم الذي أدى إلى إصابات قاتلة بالقرب من بوتر، لكنه كان يعلم أن الإساءة مستمرة. كما أدين بتهم أخرى كالاعتداء والضرب وبتهمة ضرب بوتر نفسها في مناسبات سابقة؛ على الرغم من أن هولي كانت المعتدي الرئيسي، لكنه أدين علي انه فشله في وقف اعتداء هولي علي بوتر. حُكم على ستريكلاند بالسجن لمدة 12 عامًا.

## شفاء بوتر
في عام 2008، تم إطلاق سراح بوتر من مستشفى إعادة التأهيل في برايتون للعيش كطفله بالتبني مع كيث وبيكى أرنيت في ساوثويك، ماساتشوستس. تبنتها ارنيت عام 2010 في سن السادسة عشرة وحضرت برنامجًا تعليميًا خاصًا في نظام المدارس العامة بساوثويك. إنها لا تزال معاقة إلى حد كبير وتعتمد على كرسي متحرك، ولكنها قادرة على إطعام نفسها واستخدام لوح إلكتروني للتواصل. فيما يتعلق بالهجوم، أفادت والده بوتر بالتبني أن بوتر تعرف عن إصابتها، لكنها غير قادرة على تذكر أي تفاصيل عن الحدث.

## وصلات خارجية
- السيرة الذاتية لهالي بوتر.
- قصة بوتر مع قانون حفظ الحياة.
- قضية بوتر.
- قضية الدماغ الميت.